# Pieter Beemsterboer
Pieter Beemsterboer (Berkhout, 29 maart 1903 – Hoorn, 7 juni 1988) was een Nederlands politicus.
Hij was tulpenbouwer in Berkhout en vanaf 1929 zat hij bij het polderbestuur. Verder was hij een van de initiatiefnemers van de coöperatieve Zuurkoolfabriek 'Succes' in Avenhorn. Na de bevrijding solliciteerde hij bij commissaris van de Koningin J.E. baron de Vos van Steenwijk om burgemeester van Berkhout te worden. In 1946 werd hij als zodanig benoemd en hij zou die functie blijven vervullen tot zijn pensionering in april 1968. Beemsterboer overleed midden 1988 op 85-jarige leeftijd.